# Hipparchos Pizystratyda
Hipparch (gr. Ἵππαρχος "dowódca konnicy" VI w. p.n.e.) – tyran Aten. Jeden z dwóch synów tyrana Pizystrata. Rządził Atenami po śmierci ojca w 527 p.n.e. wraz z bratem Hippiaszem Pizystratydą. W 514 p.n.e. zginął z rąk Harmodiosa i Aristogejtosa. Po śmierci Hipparcha Ateńczycy czcili morderców jako wyzwolicieli od tyranii. Po śmierci Hipparcha samotnie rządy sprawował Hippiasz.
Hipparch, młodszy z braci, miał syna Pizystrata Młodszego, który był wnukiem Pizystrata założyciela dynastii. Pizystrat Młodszy miał pełnić urząd archonta.